# Projekt 633
Projekt 633 (NATO-rapporteringsnamn Romeo-klass) var en sovjetisk ubåtsklass konstruerad under 1950-talet. Det var en förbättrad ubåtstyp som tog vara på erfarenheterna från Projekt 611 och Projekt 613 vilka i sin tur var baserade på den tyska ubåtsklassen Typ XXI från andra världskriget.
Ursprungligen skulle hela 560 ubåtar av den här klassen ha byggts, men serien avbröts efter bara 20 båtar och resurserna inriktades i stället på atomubåtar.
Idag är alla sovjettillverkade ubåtar av denna klass skrotade eller avrustade, men ett fåtal kinatillverkade ubåtar av denna klass är fortfarande i tjänst i Kina, Nordkorea och Egypten.

## Varianter
Projekt 633RV
Två ubåtar (S-11 och S-49) modifierade med en utbyggnad ovanpå fördäck med två 650 mm torpedtuber för utprovning av ubåtsjaktroboten RPK-7 Veter.
Projekt 633KS
En ubåt (S-128) utrustad för utprovning av kryssningsroboten S-10 Granat.
Typ 033
Förbättrad variant tillverkad i Kina.
Typ 003G Wuhan
En ubåt ombyggd för att kunna avfyra sjömålsroboten YJ-1.
Typ 036 Ming
En ny ubåtsklass tillverkad på 1970-talet baserad på samma skrov som Typ 033 men med nya motorer och ny sonarutrustning.

## Användare
- Algeriets flotta – Två före detta sovjetiska ubåtar (S-28 och S-7). Avrustade 1989.
- Bulgariska flottan – Fyra ubåtar (Pobeda, Viktorija, Nadezjda och Slava, före detta S-57, S-212, S-36 och S-38). Samtliga avrustade. Slava avrustades i november 2011 och är nu ett flytande museum i Varna.
- Egyptens flotta – Tolv ubåtar, sex före detta sovjetiska (S-32, S-34, S-351, S-352, S-353 och S-354) och sex tillverkade i Kina. Fyra moderniserade kinatillverkade ubåtar är fortfarande i tjänst.
- Folkets befrielsearmés flotta – 92 Typ 003-ubåtar tillverkade på licens. Runt 30 används fortfarande som utbildningsfartyg.
- Koreanska folkflottan – 7 ubåtar importerade från Kina och 16 tillverkade lokalt.
- Sovjetunionens flotta – Totalt 20 ubåtar tillverkade varav de flesta exporterades under 1970- och 1980-talen. Endast två återstår som fast förankrade utbildningsubåtar.
- Syriska flottan – Tre före detta sovjetiska ubåtar (S-4, S-53 och S-101). Ingen av dem är längre i tjänst.

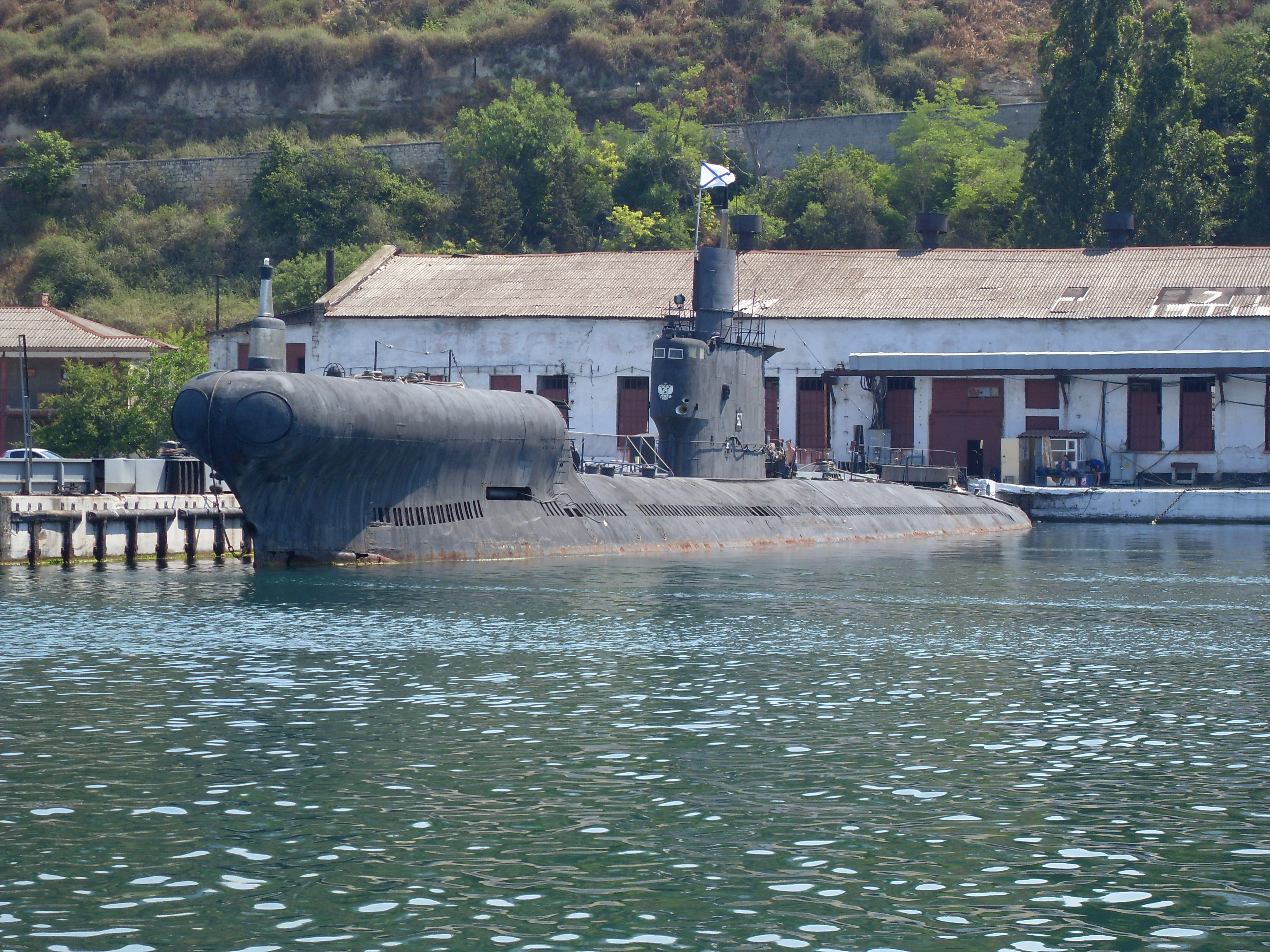
Ubåten S-49 byggdes om med två stycken 650 mm torpedtuber i en utbyggnad på fördäck. Efter ombyggnaden blev hon omdöpt till PZS-50.